# Cucullia
Cucullia é um gênero de traça pertencente à família Arctiidae.